# Karayazı
Karayazı (kurdiska Bêrexdar) är en liten stad som ligger i Serhedområdet inom Erzurumprovinsen i Turkiet. Karayazı är belägen på cirka 2 000 meters höjd över havet, i den norra delen av regionen Kurdistan, och är administrativ huvudort för ett distrikt med samma namn som staden. Folkmängden uppgick till 4 784 invånare i slutet av 2011.